# Autoroute A6 (Grèce)
Pour les articles homonymes, voir A6 et Autoroute A6.
L'autoroute A6 ou Attikí Odós est  une autoroute péri-urbaine d'Athènes en Grèce,,.

## Situation et accès
Cette autoroute, dite aussi « Attikí Odós » (en grec : Αττική Οδός, « route de l’Attique »), à péage, s'étend de l’aéroport international d'Athènes Elefthérios-Venizélos de la limite est de la zone métropolitaine à Elefsína jusqu'à à Éleusis la limite ouest de la zone métropolitaine, et sert de voie de contournement nord d'Athènes.
L'autoroute fait entièrement partie de la route européenne 94 menant de Corinthe à Athènes. La longueur de l'autoroute A6 actuelle est d'environ 52 kilomètres, et la longueur de l'ensemble du réseau routier de l'Attique dit Attikí Odós avec ses embranchements latéraux est d'environ 65 kilomètres.
L'autoroute A6 croise l'autoroute A1 nord-sud menant au Pirée et à Thessalonique, entre autres, à Metamórfosi, dans la partie nord de la zone métropolitaine.
À Elefsína, l'autoroute est reliée à l'autoroute A8 est-ouest qui continue jusqu'à Corinthe et jusqu'au Péloponnèse.
C'est ainsi que l'A6 relie les autoroutes A1 et A8.

## Tracé
| Km    | Agglomérations         | Carte interactive |
| ----- | ---------------------- | ----------------- |
| 0 km  | Aéroport international |                   |
| 13 km | Péania                 |                   |
| 15 km | Leontário              |                   |
| 18 km | Gérakas                |                   |
|       | Vrilíssia              |                   |
| 27 km | Héraklion              |                   |
|       | Metamórfosi            |                   |
| 33 km | Áno Liósia             |                   |
|       | Mándra                 |                   |
| 52 km | Elefsína               |                   |

## Croisements
| Km    | Lieux                      |
| ----- | -------------------------- |
| 0 km  | Mándra                     |
|       | Magoúla                    |
|       | Agios Loukas               |
|       | Aspropyrgos                |
|       | Échangeur de Aigáleo       |
|       | Avenue Filis               |
|       | Avenue Dimokratis          |
|       | Échangeur de Metamorfosi   |
|       | Héraklion                  |
|       | Avenue Kymis               |
|       | Avenue Kifissías           |
|       | Avenue Pentelis            |
|       | Avenue D. Plakentias       |
|       | Anthousa                   |
|       | Avenue Marathonos, Pallini |
|       | Paiania                    |
| 52 km | Aéroport international     |

## Historique
Cette autoroute, en grande partie à 2 fois 4 voies et dont le projet date de 1997, a été mise en service en 2003 pour décongestionner la ville d’Athènes et faciliter le transit entre l’aéroport international et les autres régions de la Grèce.
Dans la partie sud-est, le nouveau réseau ferroviaire Proastiakós a été construit simultanément entre les deux chaussées.

## Galerie

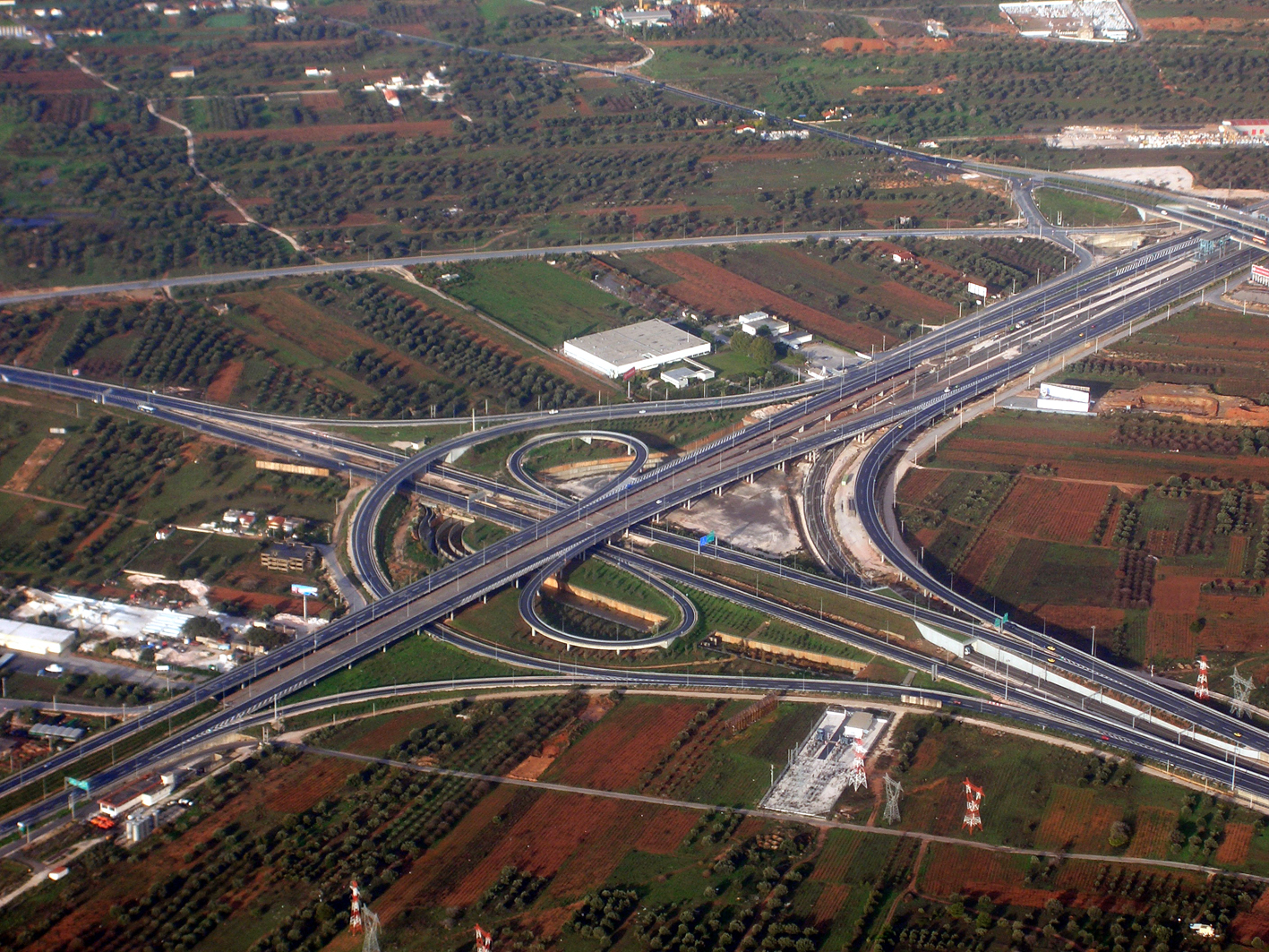
Près de l' Aéroport international d'Athènes Elefthérios-Venizélos.
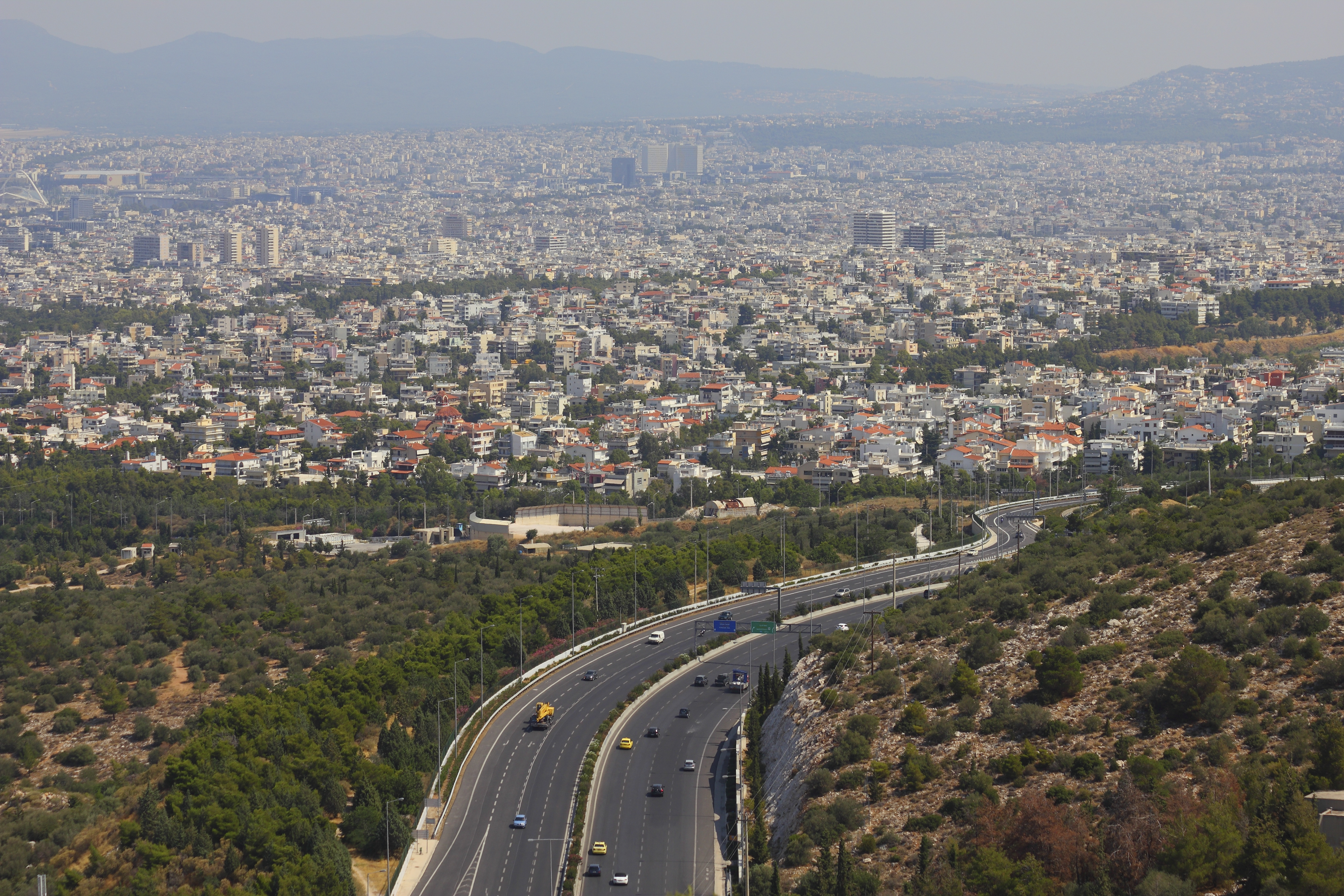
La route sur le versant de l'Hymette.
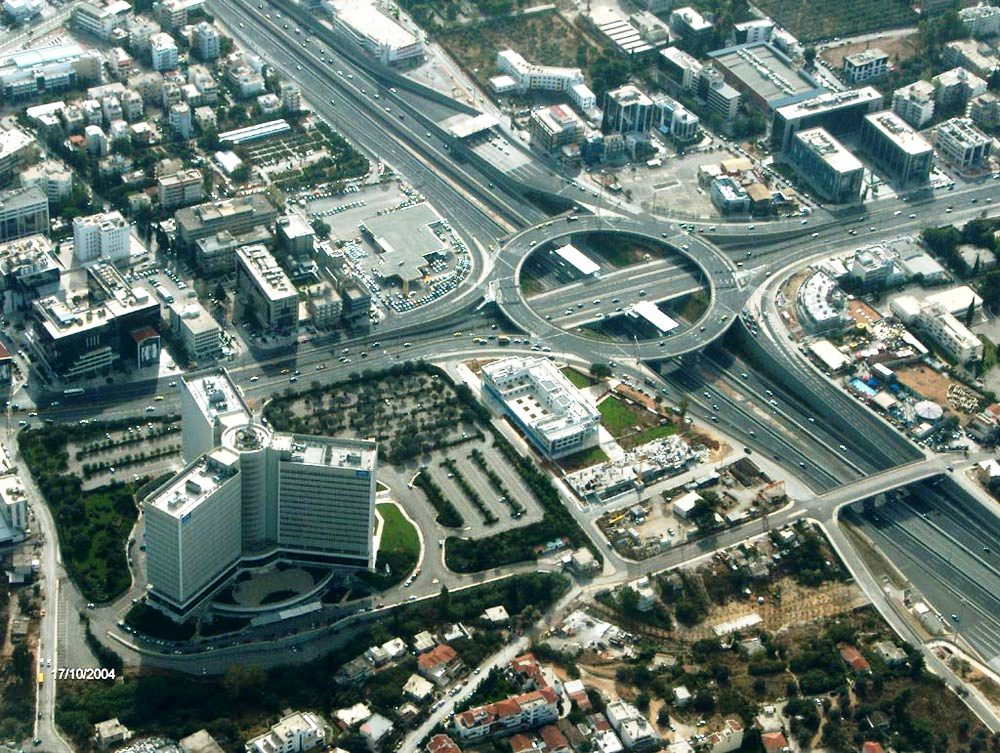
La route à Kephissia.
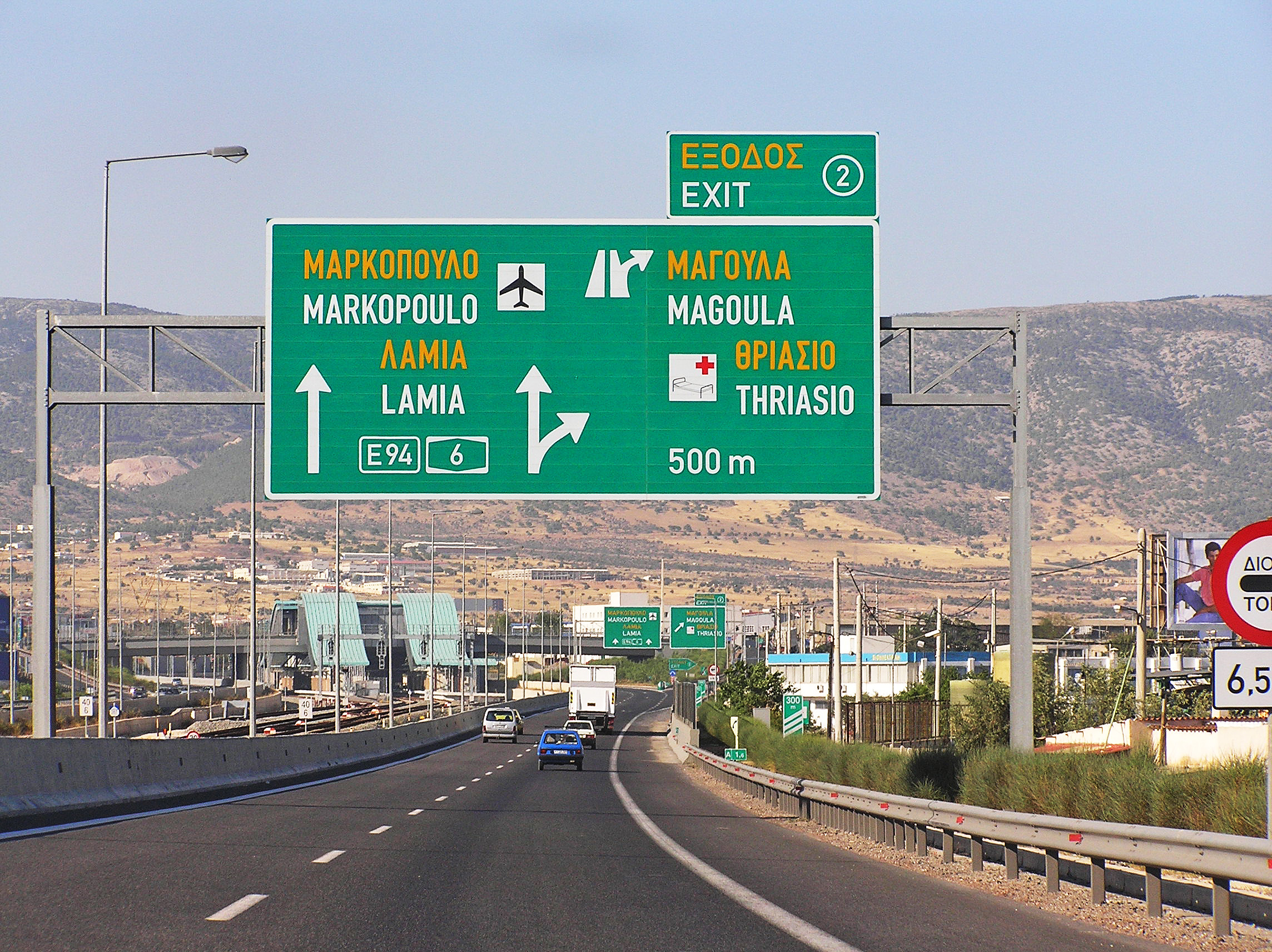